# (11132) Horne
(11132) Horne es un asteroide que forma parte del cinturón de asteroides y fue descubierto por Dennis di Cicco el 17 de noviembre e 1996 desde Sudbury, Massachusetts, Estados Unidos.

## Designación y nombre
Horne recibió inicialmente la designación de 1996 WU.
Más tarde, fue nombrado por  Johnny Horne (n. 1953) astrónomo aficionado desde los 10 años, es editor de fotografía del Fayetteville Observer , el periódico más antiguo que se publica continuamente en su natal Carolina del Norte. A través de sus fotografías y desde 1989 de su columna mensual "Backyard Universe", mantiene a los lectores astronómicamente iluminados.

## Características orbitales
Horne orbita a una distancia media de 3,145 ua del Sol, pudiendo acercarse hasta 2,798 ua y alejarse hasta 3,491 ua. Su inclinación orbital es 4,205 grados y la excentricidad 0,110. Emplea 2036,77 días en completar una órbita alrededor del Sol. 

## Características físicas
La magnitud absoluta de Horne es 12,87. Tiene 12,843 km de diámetro y su albedo se estima en 0,098.
Los próximos acercamientos a la órbita de Júpiter ocurrirán el 12 de mayo de 2035, el 23 de septiembre de 2045 y el 12 de febrero de 2056.
Pertenece a la familia de asteroides de (10) Hygiea.